# Itasca (Texas)
Pour les articles homonymes, voir Itasca.
La ville d’Itasca (en anglais [aɪˈtæskə]) est située dans le comté de Hill, dans l’État du Texas, aux États-Unis. Elle comptait 1 644 habitants lors du recensement de 2010.

## Source
- (en) Cet article est partiellement ou en totalité issu de l’article de Wikipédia en anglais intitulé « Itasca, Texas » (voir la liste des auteurs).